# Mount Baker
Mount Baker er en vulkan, der ligger nord-øst for Seattle. Den er en del af bjergkæden Cascades.